# 禁食
禁食（fasting），又稱為斷食，是指个人有意識地停止進食某些或所有食物，甚至飲料。禁食亦包括禁止食用某些特定食物（例如肉類、用不同方式处理的食物）。

## 禁食的原因

### 宗教
禁食行為存在于很多宗教的信仰準則中。其目的为準備節慶，反省自身，或教導信徒節制貪慾，進求更高層次的生活，通常被稱为齋戒。
有些宗教禁止教徒使用特定的食品，有些宗教限制禁食期長短、可進食的時間、份量、特定处理方式、戒肉等。

#### 犹太教和伊斯兰教
禁止教徒食某些肉类（如猪肉、狗肉、无鳞鱼类）和未按教规处理的食物。穆斯林在斋月的白天不准进食和喝水。

#### 基督宗教
摩西﹑耶穌均曾進行四十天禁食。
復活節前禁食：四旬期/大齋期禁食數星期以至只禁食數天。有些天主教徒會将餐数限制為兩餐，戒肉或限制餐量。
現代比較放鬆的版本是不同年齡可只在某些特別日子只吃一次肉；某些特別誠心的教徒更會在某些特別日子戒肉。很多現代教會教派因信徒應繁忙的都市生活，已淡化此禁食傳統。

#### 佛教
一些佛教教派，特别是一些严格的修行道场，可能禁止教徒食肉。然而，其他佛教教派和传统则允许教徒食肉，但提倡对食物的养生和敬畏。佛教鼓励教徒以适度和谦虚的态度对待食物，不过度贪求，避免浪费，并对动物的生命表示敬意。
佛教并没有统一的关于食肉的规定，因为佛教的教义在不同的地区和文化中有所差异。因此，对于佛教徒来说，是否食用肉类是个人修行和信仰的选择。

#### 锡克教
禁止食用使用通过仪式杀死的动物的肉，譬如伊斯兰教徒食用的清真食品。

### 政治及社會運動
禁食行為也是一種政治意志的表達方式，基督教組織世界宣明會亦以禁食籌款。

### 醫療因素
也有醫療因素而進行的禁食（即忌口，粵語稱此為戒口）。
為避免手術中嘔吐導致吸入性肺炎，通常在接受全身麻醉手術前，也必需禁食（手術前禁食）。
另外如血糖值等血液檢查與胃部檢查﹑大腸檢查（內窺鏡）等之前，亦需禁食，以免影響檢查結果。
此外，西方民間開始推薦不同程度不同種類的禁食（可飲果菜汁/水），以調理腸胃和排毒。
但正統西方醫學並不鼓勵禁食。

## 禁食的生理效果
不同類型不同方式不同程度的禁食有不同影響。有好的影響和不好的影響，有短期影響和長期影響。
一般人的健康禁食者會飲用足夠清水或蔬菜汁或果汁或蔬果汁。旨在清理腸胃。
當人停止進食，身體會以其他方式維生，例如由肝臟抽取肝醣轉化為葡萄糖，或者從脂肪中抽取脂肪酸，甚至動用蛋白質組織。由於腦部及神經系統需要葡萄糖，如果葡萄糖大量流失，身體會產生酮。但腦部某些組織仍然只需要葡萄糖，故繼續需要蛋白質。蛋白質繼續流失的結果會導致死亡。在禁食約三日後，飢餓感會減少甚至消失。

## 延伸閲讀
- Francis Gano Benedict. (1915). A Study of Prolonged Fasting. Carnegie Institution of Washington.
- Joan Jacobs Brumberg. (1988). Fasting Girls: The Emergence of Anorexia Nervosa As a Modern Disease. Harvard University Press.
- Caroline Walker Bynum. (1987). Holy Feast and Holy Fast: The Religious Significance of Food to Medieval Women. University of California Press. ISBN 978-0-520-06329-7
- John Arthur Glaze. (1928). Psychological Effects of Fasting. American Journal of Psychology 40 (2): 236–253.
- A. M. Johnstone. (2007). Fasting – the ultimate diet? （页面存档备份，存于）. Obesity Reviews 8 (3): 211–222.
- Walter Vandereycken, Ron Van Deth. (2001). From Fasting Saints to Anorexic Girls: The History of Self-Starvation. Bloomsbury Academic.

## 参閲
- 斋戒
- 禁食禱告
- 禁酒
- 节食
- 饿死
- 間歇性斷食
- 辟穀